# Esacontaedro trapezoidale
In geometria solida l'esacontaedro trapezoidale è uno dei tredici solidi di Catalan, denominato anche execontaedro deltoidale. La sua forma è simile a quella di un dodecaedro, in cui ogni faccia pentagonale è divisa in 5 aquiloni, ed il suo centro è spostato lievemente verso l'esterno.

## Proprietà
Le sue 60 facce sono tutte aquiloni.
Si tratta dell'unico solido di Catalan che non ha un ciclo hamiltoniano tra i suoi vertici.

## Poliedro duale
Il poliedro duale dell'esacontaedro trapezoidale è il rombicosidodecaedro, un solido archimedeo.

## Altri poliedri
Lo scheletro dell'esacontaedro (formato da vertici e spigoli) è simile all'unione degli scheletri del dodecaedro e del duale icosaedro. Alcuni vertici dell'esacontaedro sono infatti anche vertici del dodecaedro regolare, dell'icosaedro regolare, oltre che del triacontaedro rombico.
Tagliando alcune porzioni del poliedro e reincollandole dopo aver effettuato delle rotazioni è possibile costruire vari tipi di poliedri isomeri all'esacontaedro, come ad esempio i poliedri mostrati qui sotto.

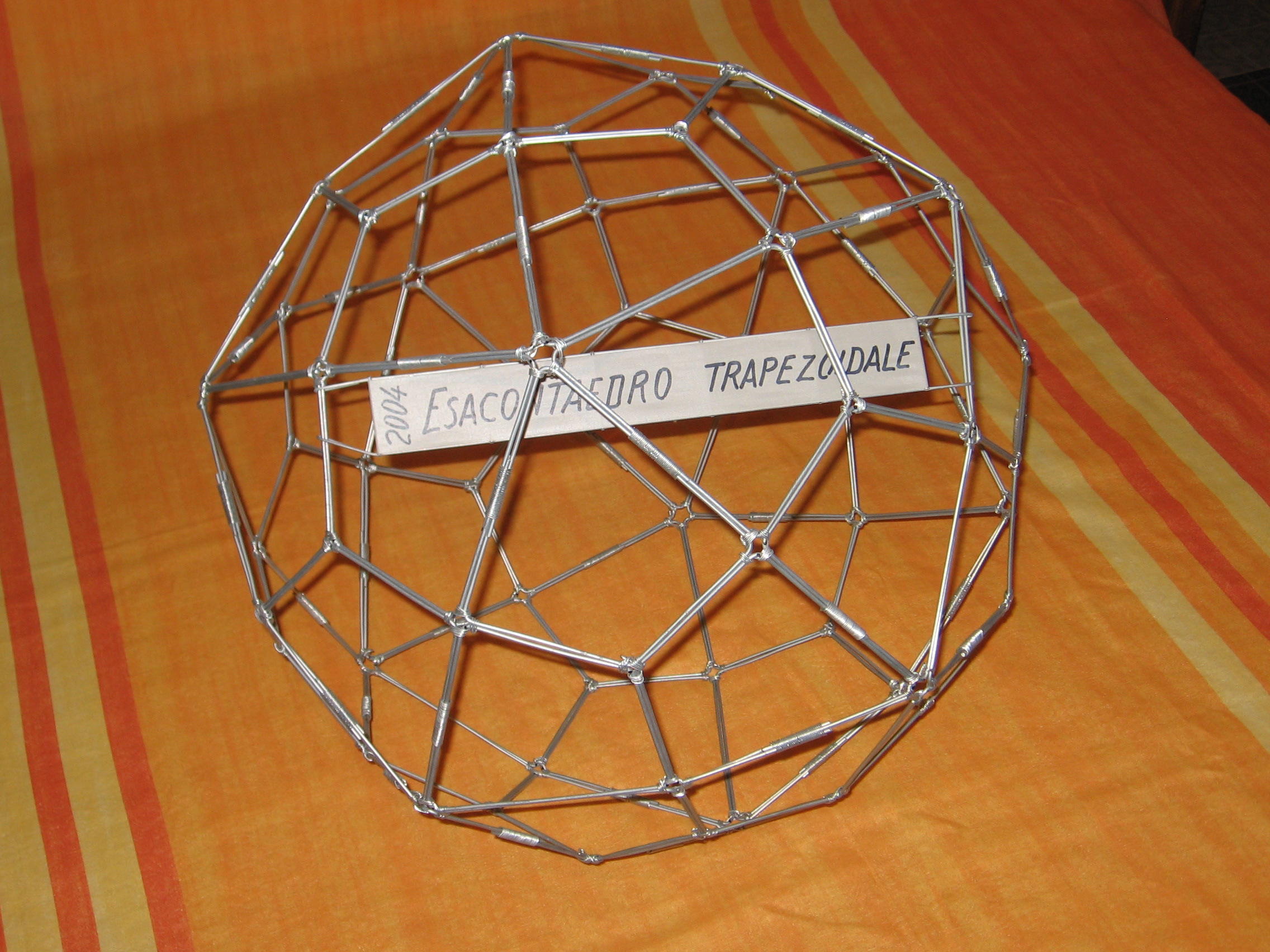
Esacontaedro trapezoidale
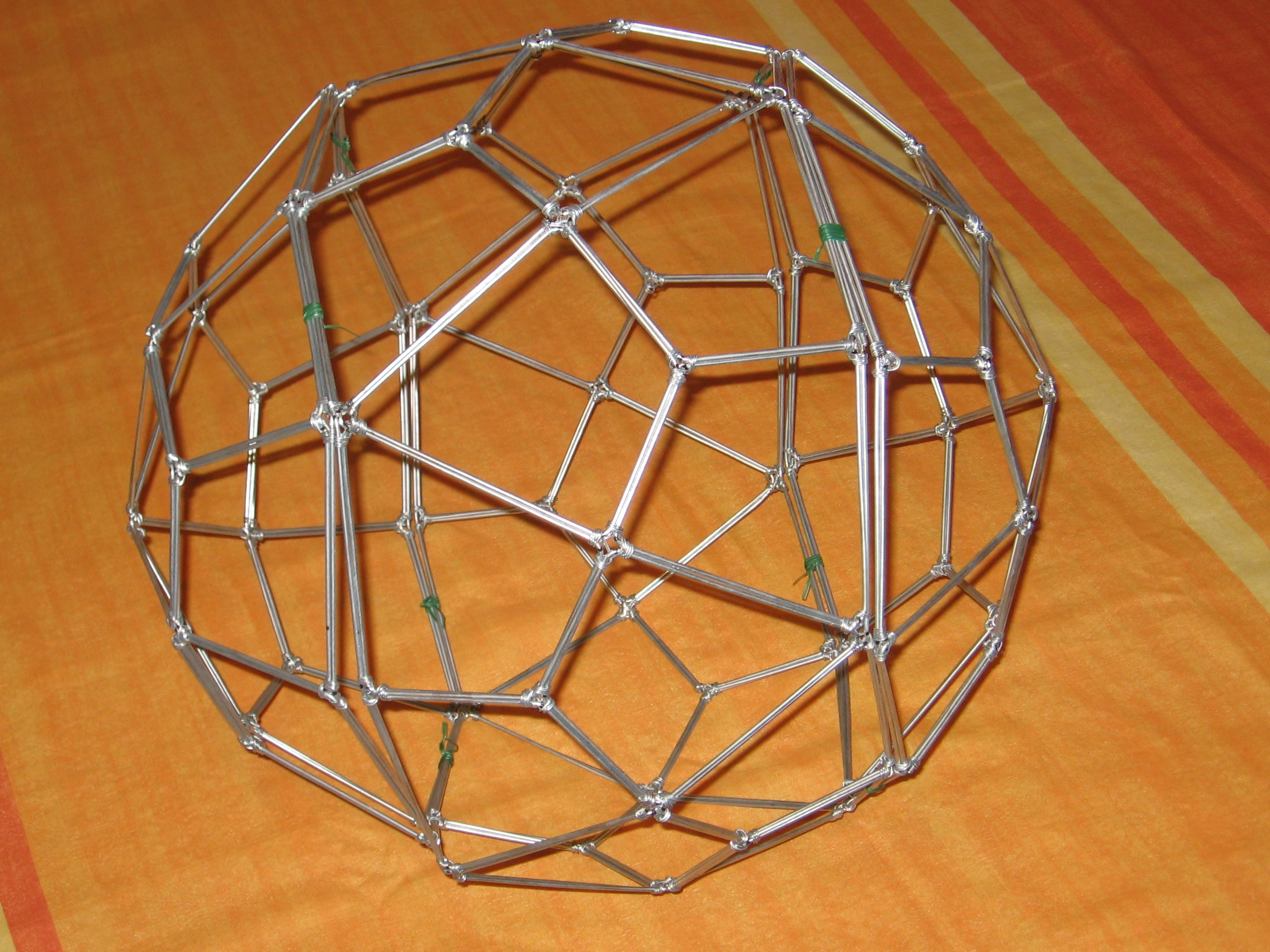
Isomero 1
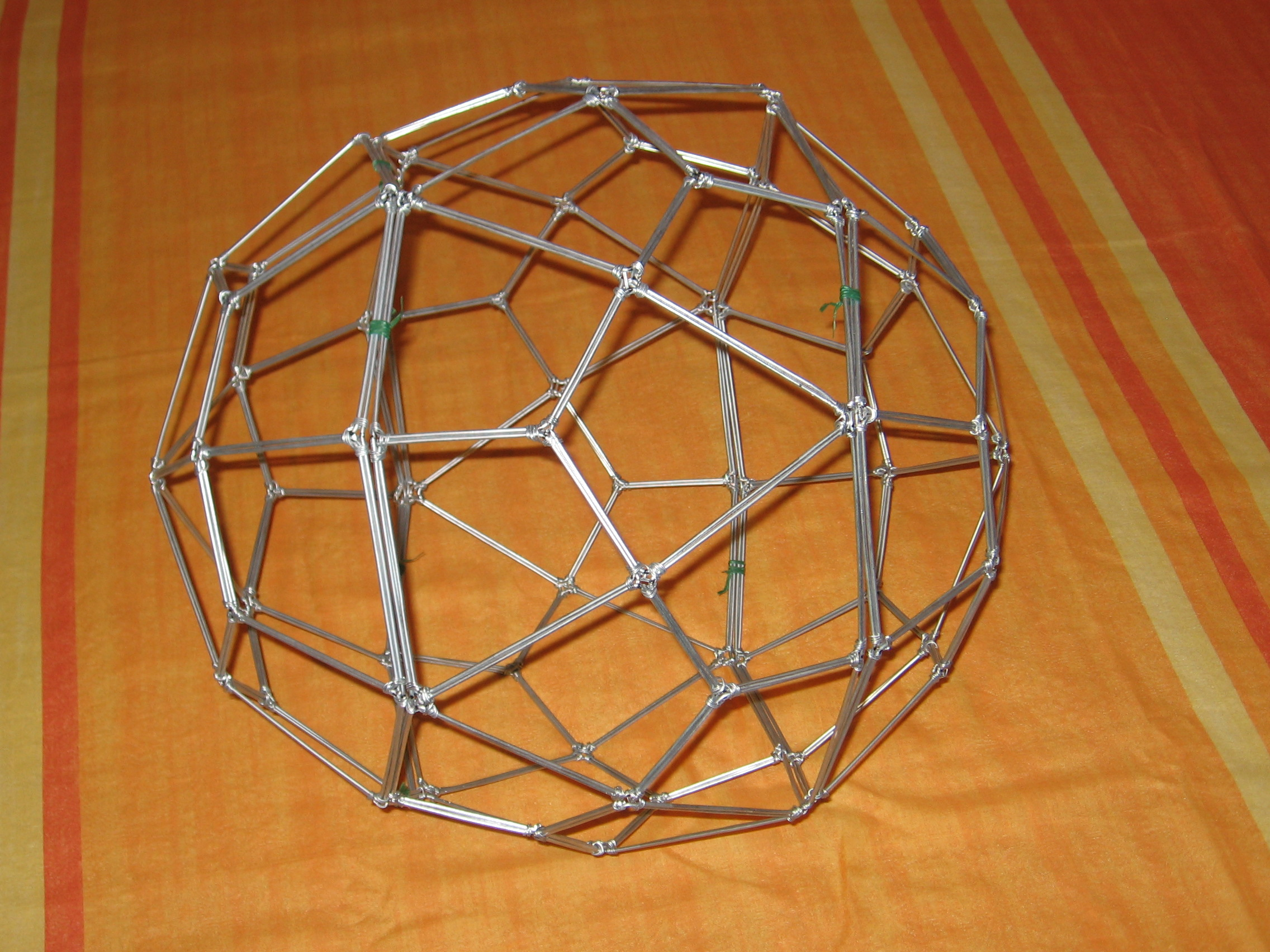
Isomero 2
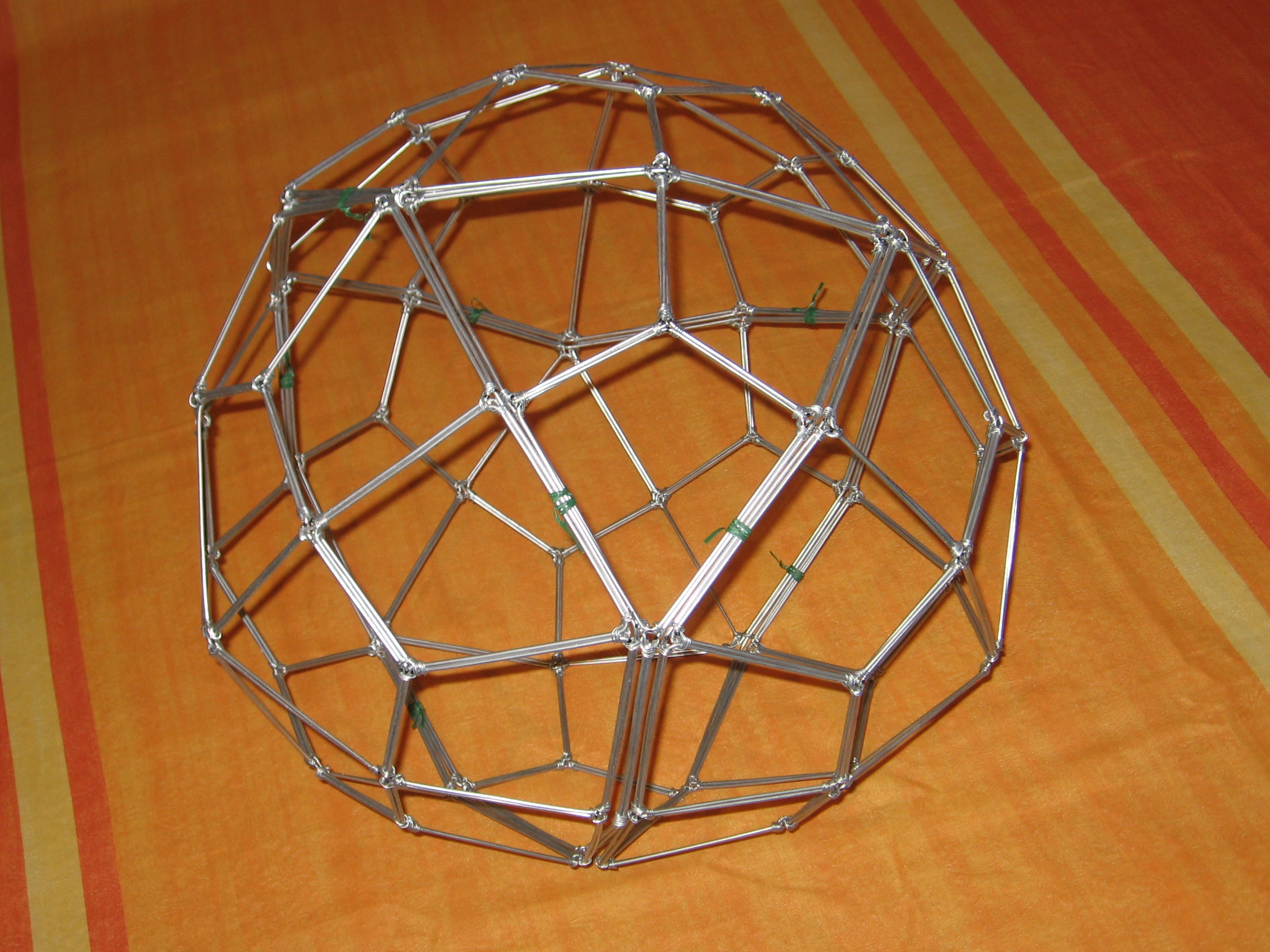
Isomero 3
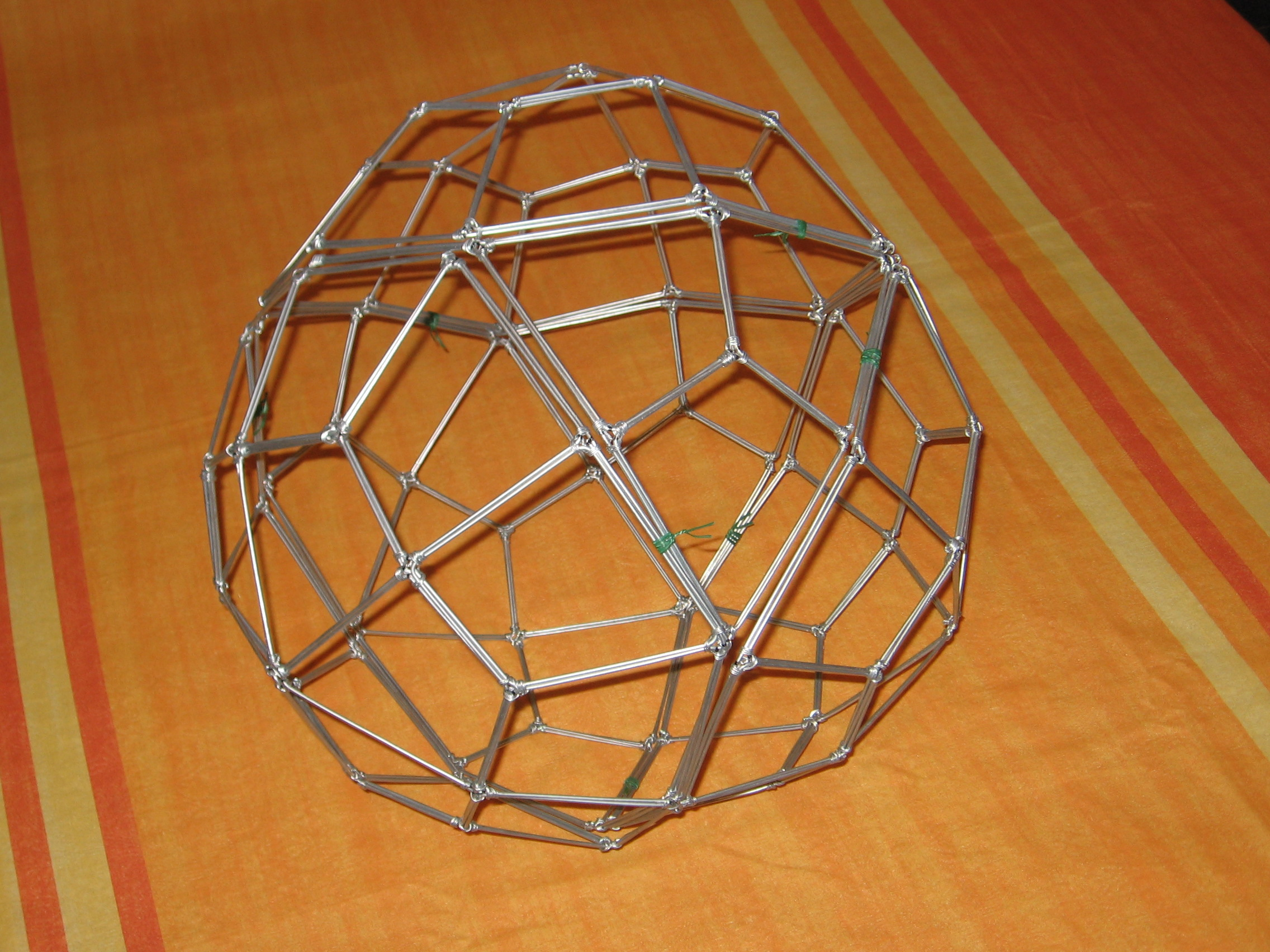
Isomero 4